# Musculus extensor pollicis longus
Der Musculus extensor pollicis longus (lat. für „langer Daumenstrecker“) ist ein Skelettmuskel und einer der tiefen Strecker am Unterarm. Es ist größer als der Musculus extensor pollicis brevis, dessen Ursprung es teilweise deckt.
Der Musculus extensor pollicis longus streckt den Daumen bis zum Endglied. Die Ansatzsehne des Muskels zieht durch das dritte Sehnenscheidenfach des Retinaculum extensorum und bildet die ulnare Begrenzung der Tabatiere. Beim Riss der Sehne kommt es zur sogenannten Trommlerlähmung.